# Hydrojet
Un hydrojet (appelé aussi water-jet ou waterjet) est un système de propulsion maritime à réaction : l'eau est pompée sous le bateau pour être mise en pression par le rotor ou impeller en anglais puis, redressée par le stator et enfin expulsée à haute vitesse par la tuyère de gouverne derrière le navire. 
Ce système est efficace à haute vitesse (plus de 25 nœuds) et est utilisé sur les ferrys à grande vitesse, sur les bateaux de service à moteur tels que les bateaux pilotes et sur les motomarines (scooters des mers).

## Invention
L'ingénieur italien Secondo Campini a réalisé en 1931 à Venise le premier moteur à jet artificiel. Il n'a cependant jamais déposé de brevet. De plus, trop en avance sur son temps, il n'a jamais été commercialisé. La première personne à réaliser l'intérêt de cette invention fut le Néo-Zélandais Bill Hamilton qui en construira une copie en 1954.

## Principe

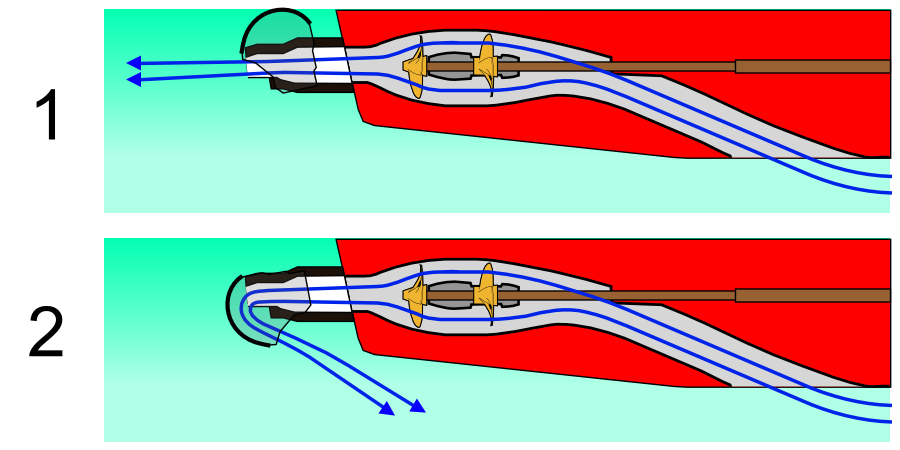
Schéma de propulsion :
1. Marche avant, déflecteur relevé.
2. Marche arrière, déflecteur abaissé.

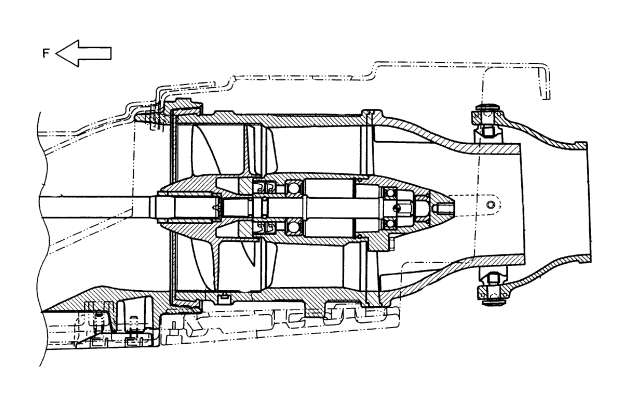
Diagramme en coupe d'un hydrojet.

L'hydrojet se présente comme une sorte de pompe à hélice carénée (tournant à l'intérieur d'un conduit). 
- l'entrée d'eau se fait sous la carène du navire, un conduit coudé amène l'eau à la pompe fixée au tableau arrière du navire,
- le jet d'eau est accéléré par la pompe (une hélice à haute vitesse de rotation)
- la sortie du jet d'eau se fait à l'air libre, dans le culot dynamique du tableau arrière : à grande vitesse les filets d'eau prolongent quasiment horizontalement la forme de la carène ; le tableau arrière n'est plus dans l'eau.
- la direction est obtenue en déviant le jet latéralement, en arrière de la pompe,
- la marche arrière est obtenue en déviant le jet vers l'avant à l'aide d'un déflecteur amovible.

## Avantages et inconvénients

Manœuvre avec hydrojets.

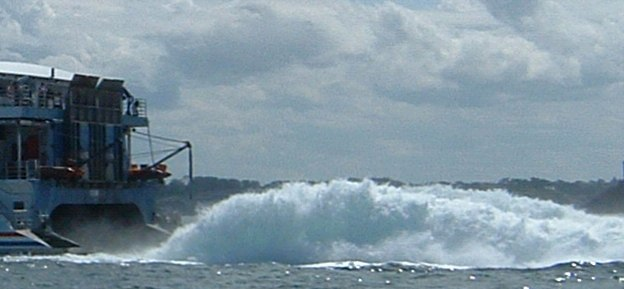
Vague de NGV (hydrojet).

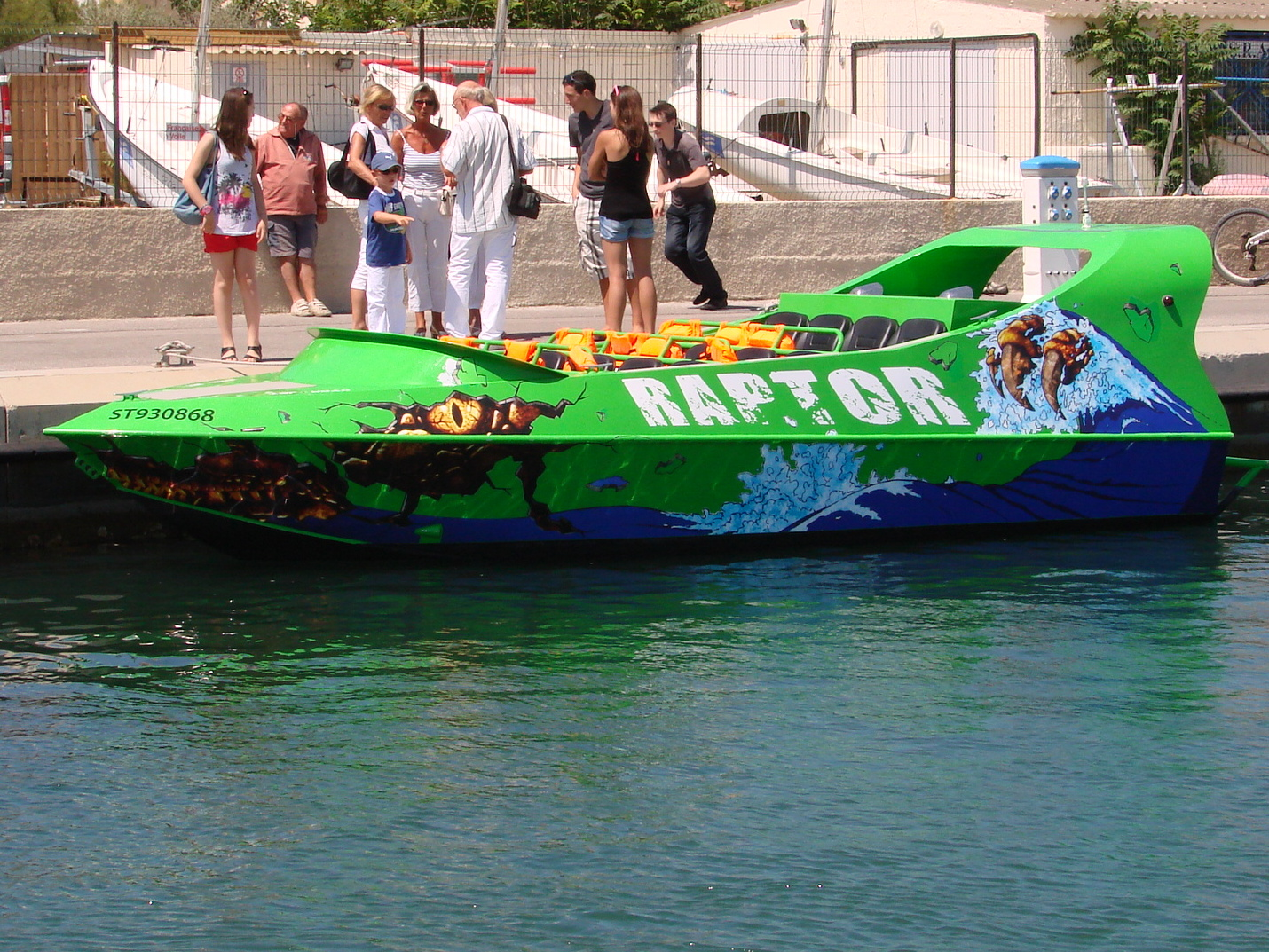
Hydrojet à Frontignan (Hérault).

Par rapport au système classique : arbre d'hélice, chaise d'arbre, hélice, gouvernail, ce système propulsif ne nécessite aucun organe extérieur à la carène générateur de traînée. D'autre part le confinement de l'hélice dans un conduit diminue les pertes de rendement liées à l'écoulement libre en bout de pale. Le rendement propulsif des hydrojets est généralement supérieur à celui des hélices classiques, spécialement à grande vitesse (plus de 25 nœuds). En revanche, à basse vitesse l'hélice classique peut être plus efficace. 
Au-delà de 30 à 35 nœuds, les problèmes de cavitation des hélices imposent les hydrojets ou éventuellement (et plus rarement) l'hélice de surface. L'absence de gouvernail, de chaise, d'arbre et d'hélices est un avantage pour la réduction de la traînée et la réduction du tirant d'eau, mais c'est un inconvénient pour la stabilité de route (perte de surface stabilisante à l'arrière du navire). La coque prévue pour recevoir un hydrojet doit donc disposer d'une stabilité directionnelle naturelle car l'hydrojet n'apporte rien en matière de surface stabilisante à l'inverse des lignes d'arbres.
Certains modèles incluent un système d'orientation du jet, appelé godet ou nozzle, ce qui permet de contrôler la direction du navire même à faible vitesse, un avantage par rapport au système classique hélice et safran. 
Il est aussi possible de renverser la direction du jet afin de faire marche arrière. Cependant, dans ce cas, la puissance du jet dirigé vers le fond peut conduire à une érosion rapide de celui-ci et à des problèmes environnementaux.
Plus complexe qu'un système classique, il est plus cher, mais son intérêt réside dans son rendement qui est meilleur que celui d'une hélice. Par conséquent, le surcoût de l'investissement dans un hydrojet est normalement partiellement/totalement gommé par l'abaissement de la puissance nécessaire à la motorisation (à performance équivalente). Les consommations finales sont donc moindres qu'avec une ligne d'arbre classique hélice. 
En outre, des précautions doivent être prises pour éviter l'obstruction de la conduite d'eau (par des algues par exemple).